# Червоний Садок
Червоний Садо́к — село в Україні, в Новоолександрівській сільській територіальній громаді Дніпровського району Дніпропетровської області. Населення за переписом 2001 року становило 39 осіб.

## Географія і розташування
Село Червоний Садок розміщене на правому березі річки Мокра Сура, вище за течією на відстані 0,5 км розташоване село Братське, нижче за течією примикає село Ракшівка, на протилежному березі - село Кам'янка. Селом протікає пересихаючий струмок із загатою. Навколо села масиви дачних ділянок. Поруч проходить автомобільна дорога Н08.

## Сьогодення
Навколо села багато дачних поселень мешканців Дніпра.

## Населення

### Мова
Розподіл населення за рідною мовою за даними перепису 2001 року:
| Мова       | Відсоток |
| ---------- | -------- |
| українська | 82,1%    |
| російська  | 15,4%    |
| білоруська | 2,5%     |